# 神戸デジタル・ラボ
株式会社神戸デジタル・ラボ（英: Kobe Digital Labo Inc.）は、主にITコンサルティングサービスなどやシステム開発、Webサイトプロデュースサービス、情報セキュリティサービス、システム運用・保守サービスなどを行っている日本の企業。

## 沿革
1995年、永吉一郎が兵庫県神戸市東灘区に設立。2002年、神戸市中央区に拠点を移す。現在は東京都港区に営業所、ベトナムのカントー市に開発拠点を持つ（以前は中国武漢に拠点を持っていたが2008年ベトナムに移転）（神戸デジタル・ラボウェブサイトより引用）。
1995年の阪神・淡路大震災時に現在の社長である永吉一郎が当時経営していた広告会社が入居するビルが全壊の被害に会った。しかしパソコンとネットワークを導入していたお陰ですべてのデータが復元でき、倒産を免れたどころか過去最高の売り上げを上げた。この体験がネットワークとコンピューターの将来性を確信させ、同社設立の切っ掛けとなった。（『私の企業戦略』神戸学院大学経済学会・人文学会編より引用）なおその広告会社は現在も存在し、当時の部下が社長に就任している。